# Francisco Farreras
Francisco Farreras (Barcelona, 7 de septiembre de 1927 - Madrid, 16 de septiembre de 2021) fue un artista abstracto español. Difícil de catalogar su obra en movimientos artísticos de su época se le puede incluir dentro de la abstracción geométrica, el expresionismo abstracto y el informalismo. Algunos ven en su obra “ensimismamiento, sensibilidad y discreción”;
 
él solo ve mucho trabajo.

## Biografía

### Primeros años
Se inicia tempranamente en la actividad artística bajo la dirección del pintor Antonio Gómez Cano de Murcia (1940) y de Mariano de Cossío en la Escuela de artes y Oficios de Santa Cruz de Tenerife (1941). Cursa estudios de Bellas Artes en la Escuela de San Fernando de Madrid en la que obtiene en 1949 el título de Profesor de dibujo.
Durante 1952 y 1954 realiza viajes de estudios a París, Bélgica y Holanda. 
Es a partir del año 1954 cuando inicia profesionalmente su trayectoria artística, participando en múltiples exposiciones colectivas y comenzando a realizar otras personales en España y en el extranjero.  
En el año 1956 gana por concurso el proyecto y la ejecución de trece  pinturas murales al fresco para la capilla del Castillo de las Navas del Marqués en Ávila, y realiza vidrieras en los dominicos de Alcobendas y en Tánger, la iglesia de la Coronación de Vitoria y la capilla española de la catedral de Manila. 
Entre los años 1958 y 1959, su pintura es básicamente geométrica y de gruesas materias.

### Los collages
Será a finales de los años cincuenta cuando comienza a utilizar el papel de seda y las posibilidades que éste le ofrece. La ductilidad del papel de seda, las trasparencias y una gama cromática reducida, pero muy rica en matices, se mezclan con las oxidaciones del papel o los efectos de la cola fresca. Expone en diferentes lugares de España,  en la Bienal de Venecia de 1958 y 1960 y en el MOMA, también ese mismo año. En 1962, lo hace en la Tate Gallery. 
En el año 1963 viaja por Escandinavia y México para trasladarse, finalmente,  a Nueva York, allí  fijará su residencia durante dos años. Realiza por encargo para el Pabellón Español de la Feria Mundial de Nueva York un gran mural-collage. Durante esos años toma contacto con la galería Bertha Schaefer con quien expondrá su obra en repetidas ocasiones. Por aquellos años trabajó en España con la galería de Juana Mordó, firmando con ella un contrato de exclusividad de su obra.
En 1966 regresa a España y se instala en las afueras de Madrid, donde fija su residencia definitiva en 1971 y donde reside en la actualidad. 

### Los coudrages
En el año 1982 recibe el encargo de realizar un gran mural-collage para el Aeropuerto de Madrid-Barajas. Este trabajo supondrá la momentánea ruptura con el collage, produciéndose un cambio radical en su quehacer artístico. Los volúmenes, hasta entonces "sugeridos" en las superficies planas del cuadro, le inducen a buscar la fórmula para que éstos se conviertan en volúmenes físicos.
Serán varios años de ensayos y experiencias. Comenzará con una intensa producción de trabajos volumétricos que denomina coudrages, realizados con maderas y telas cosidas. La fragilidad del material le hizo abandonar la técnica. 

### Los relieves
A partir de 1988 abandonará definitivamente el collage para  dedicarse única y exclusivamente a los relieves de madera, realizados a partir de madera antigua procedente de desguaces y desechos. Junto al relieve aparece la sombra que origina y, junto a esta, el óleo. El cromatismo sigue siendo el de siempre, muy poco estridente. 
En 1990 expone gran parte de estos trabajos  en la Galerie Scheffel de Bad Homburg en  Alemania. 
Con ocasión de la Exposición Universal de Sevilla (1992) realiza un mural-relieve para el Hotel Príncipe de Asturias en la Isla de la Cartuja, que le servirá de experiencia para afrontar trabajos en madera de gran formato. 
A su vez realiza exposiciones personales en Santander, Sevilla, Córdoba y Granada. Concluidas las exposiciones itinerantes por Andalucía, prepara una segunda exhibición en 1992 para la Galería Scheffel de Bad Homburg en Alemania.
En 1993 lleva a cabo una segunda exposición en la Galería Detursa de Madrid, con obras de gran formato y participa en las exposiciones itinerantes organizadas por la Compañía Iberia por varios países latinoamericanos. 
En estrecha colaboración con la Galería Scheffel de Bad Homburg, participa en 1994 en varias ferias internacionales en  Colonia, Chicago, Fráncfort del Meno. Viaja de nuevo a los Estados Unidos donde realiza un exposición de relieves en la Galería Peyton-Wright, de Santa Fe, Nuevo México. Ese mismo año expondrá en la Galería Rieder de Münich y en el Antiguo Ayuntamiento de Lahr (Selva Negra, Alemania). 
En 1995 participa en la feria de ARCO de Madrid con un relieve de gran formato, por el cual la Asociación de Críticos de Arte le concede el segundo premio internacional como la mejor obra expuesta en dicho certamen. 
De nuevo las ferias internacionales de Chicago, Colonia y Fráncfort del Meno y nuevos viajes a Francia, Suiza y Alemania para exponer en la Galerie Marie Louise Wirth de Zürich y en la Galerie Voght de Herten. 
La Galería Margarita Summers, de Madrid, realizará una exposición de carácter retrospectivo en 1996; también expondrá sus obras en la Galería Estatal de Jena, Alemania.  
En 1997 expone en la Galerie Gunar Barthel de Berlín y participa en la feria de ARCO de Madrid. Expone en la Caja de Pamplona, con motivo del 125 aniversario de la entidad y en la Fundación Carlos de Amberes, de Madrid.
En 1998 expone en el Centro Atlántico de Arte, de La Coruña.
En 1999 participa en diversas exposiciones colectivas en Santander, Madrid, Pamplona, La Coruña y Berlín y  realiza un gran viaje por el oeste americano.  
A finales de ese mismo año, el Centro Cultural de la Villa de Madrid realiza una extensa exposición retrospectiva durante varios meses que recibe la  Medalla de la Asociación Madrileña de Críticos de Arte a la mejor exposición del año. 
Las obras en relieve que ha venido realizando en estos últimos años empiezan a experimentar cierta fatiga por lo que comienza una nueva etapa en la que el volumen queda, en cierto modo, marginado.
A partir 2004 inicia una serie de trabajos de experimentación sobre superficies casi planas y con una clara intención de síntesis y  uso de nuevos materiales. Trabaja sin exponer hasta 2006.
Numerosas exposiciones tendrán lugar en Madrid  a partir de ese año (obtiene, la Medalla de La Asociación Madrileña de Críticos de Arte a la mejor exposición del año 2006). También expone en la Casa da Cerca (Centro de Arte Contemporáneo, Almada, Portugal), en la Galería Prova de Artista de Lisboa, en la  Galería Van Dyck, de Gijón, en la Galería da Miguel Bombarda de Oporto, Portugal y, de nuevo,  en la Galería Rieder de Múnich, Alemania.

## Obra en fundaciones, museos y colecciones públicas
- Carnegie Institute, Museum of Art. Pittsburgh. Pennsylvania.
- Downey Museum of Art. Downey, Los Ángeles. California.
- Fondo de Arte A.C.A., Tenerife, Canarias.
- Galería Nacional de Sofía. Sofía, Bulgaria.
- Haags Gemeentemuseum. La Haya.
- Hamilton Museum. Toronto, Ontario.
- Honolulu Academy of Arts. Honolulu, Hawái.
- McNay Art Museum. San Antonio, Texas.
- Moderne Museet. Estocolmo.
- Musée d’Art Contemporaine. Montreal, Quebec.
- Musée de la Chaux de Fonds, Suiza.
- Musée National d’Art Moderne, París : Collage 275, 1966 (óleo y papel sobre contrachapado, 99 x 78 cm)[5]
- Museo Colección Unión Fenosa. La Coruña
- Museo de Arte Abstracto Español. Casas Colgadas, Cuenca.
- Museo de Arte Contemporáneo. Elche, Alicante.
- Museo de Arte Contemporáneo. Helsinki.
- Museo de Arte Contemporáneo. Madrid.
- Museo de Arte Contemporáneo. Sevilla.
- Museo de Arte Contemporáneo. Villafames, Castellón.
- Museo de Arte Moderno.Vitoria.
- Museo de Bellas Artes. Bilbao.
- Museo de Pedraza. Pedraza, Segovia.
- Museo de Pamames. Santander.
- Museo del Castillo de San José. Lanzarote, Canarias.
- Museo Nacional Centro de Arte Reina Sofía. Madrid.
- Museu d’Art Espanyol Contemporani. Fundación Juan March. Palma de Mallorca.
- Museum Moderner Kunst Stiftung Ludwig Wien. Viena.
- Oklahoma Art Center. Oklahoma City, Oklahoma.
- The Brooklyn Museum. Brooklyn, Nueva York.
- The High Museum of Art. Atlanta, Georgia.
- The Museum of Modern Art. Nueva York.
- The  National Museum of Modern Art. Tokio.
- The Salomon R Guggenheim Museum. Nueva York.
- The Tate Gallery. Londres.
- Winterthur Museum. Winterthur, Suiza.
- Banco de Granada. Granada.
- Colección de Arte ABANCA, La Coruña
- Colección de Arte Contemporáneo. Madrid.
- Colección de Arte Contemporáneo AENA.  Madrid.
- Colección Caja Pamplona. Pamplona.
- Colección Chase Manhattan Bank. Madrid.
- Colección Chase Manhattan Bank. Nueva York.
- Colección Banco Exterior de España. Madrid.
- Colección Banco Hipotecario Español. Madrid.
- Colección Banque Rothschild. Zürich, Suiza.
- Colección Fundación del Banco Central Hispano Americano. Madrid.
- Colección Instituto de Crédito Oficial. Madrid.
- Fundación Areces. Madrid.
- Fundación Argentaria. Madrid.
- Fundación Eugenio Mendoza Acosta. Caracas.
- Fundación Juan March. Madrid.
- Fundación Rodríguez Acosta. Granada.